# 알레산드로 스포르차

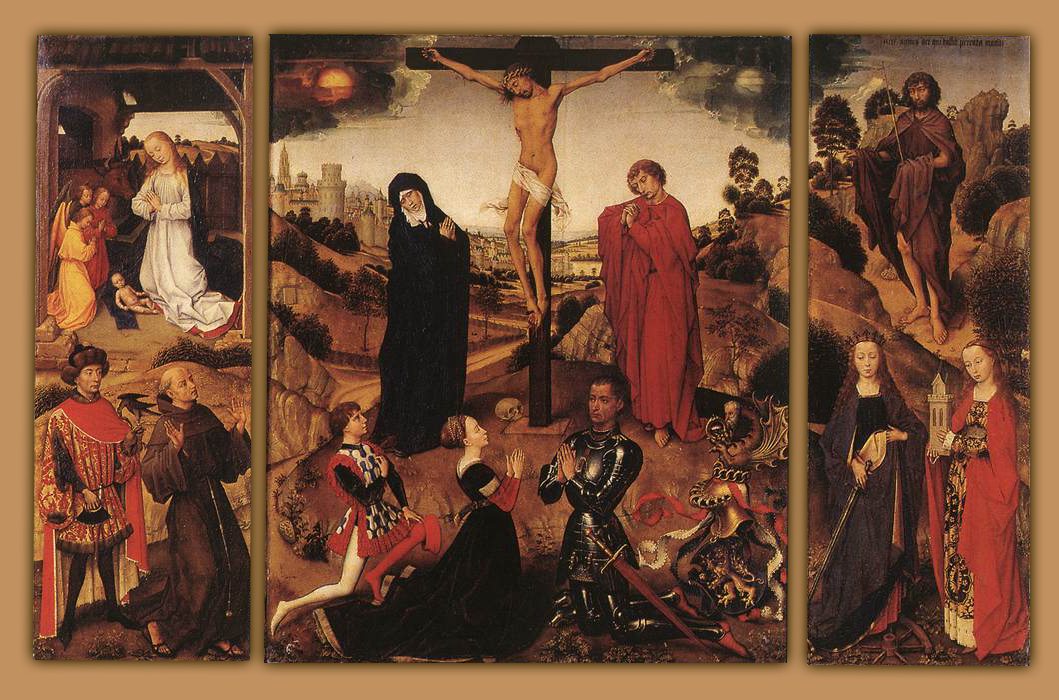

알레산드로 스포르차(Alessandro Sforza, 1409년 10월 21일 ~ 1473년 4월 3일)는 스포르차 가문의 초대 페사로 방계 가문을 이룩한 페사로의 군주이자 콘도티에로이다.

## 생애
그는 1409년 유명한 콘토티에로인 무초 아텐돌로 스포르차의 사생아로서 코티뇰라에 태어났다.
알레산드로는 그의 형제 프란체스코와 협력하여, 군사 활동을 했었으며, 그는 그와 함께 밀라노, 알레산드리아, 페사로를 정복했다. 1435년 피오르디몬테에서 그는 니콜로 포르테바초를 상대로 승리를 거두고 그를 사살시켰다. 1445년 아시시에서 그는 교황 에우제니오 4세의 콘도티에로인 니콜로 피치니노에 의해 포위되기도 하였다. 그는 황폐와 학살되는 아시시에서 도주할 수 밖에 없었다. 1444년에 그는 갈레아초 말라테스타를 통해 페사로의 군주권을 얻었다. 그곳에서 그는 르네상스 양식으로 궁전을 확장시켰다.
롬바르디아 전쟁 동안에 그는 파르마에 주재하며 프란체스코를 지원하였고, 1446년 2월에 그는 스스로 파르마의 군주임을 선언하였다. 프란체스코의 밀라노 공국 정복 후, 로디 조약 (1454년)을 통해 그는 파르마의 군주로 승인되었다.
1464년 그는 말라테스타 가문의 그라다라 정복 탈환 시도를 막아내면서, 교황 비오 2세에게 그곳의 지배권을 얻었다.
그는 뇌졸중으로 1473년에 사망하였다. 그의 아들 코스탄초가 페사로에서 그의 자리를 계승하였다.

## 가족
그는 1444년 12월 8일에 피에트로 젠틸레 1세 다 바라노의 딸인 코스탄차 바라노 1428–1447)와 혼인했다. 그녀는 코스탄초를 낳던 도중 사망했다. 다음 해에 그는 우르비노 백작 구이단토니오 다 몬테펠트로의 딸 스베바 다 몬테펠트로 (1434–1478)와 혼인하였다. 1457년에 그는 말라테스타 가문의 페사로 지배권 회복의 대한 주술을 두려워하여, 도시에 있는 수도원에 그녀를 수녀가 되게 하였다.
코스탄차를 통해 자식 두 명을 얻었는데, 바티스타 (1446–1472)는 우르비노의 페데리코 3세의 아내가 되었으며, 다른 한 명은 코스탄초이다.
그는 또한 문학과 미술의 후원자로 잘 알려진 사생아이자 딸인 지네르바 스포르차도 있었다. 그녀는 1454년에 산테 벤티볼리오와 혼인하였으며, 그가 사망한 후에는 볼로냐의 공작인 조반니 2세 벤티볼리오와 혼인한다.